# DMZ (revista em quadrinhos)
DMZ (conhecida no Brasil pelo seu título original na versão de 2007 e 2008, e por ZDM - Terra de Ninguém na versão publicada a partir de 2009) é uma série de revistas de histórias em quadrinhos pós-apocalíptica publicada pela DC Comics pelo seu selo editorial Vertigo, nos Estados Unidos entre novembro de 2005 e 2011. Escrita por Brian Wood e desenhada majoritariamente por Riccardo Burchielli, a revista contou com colaborações, na arte, do próprio Wood e de desenhistas como Kristian Donaldson e Ryan Kelly. Wood também foi responsável pela arte das capas das primeiras 34 edições, função que desde então passou a ser exercida pelo artista John Paul Leon. Seu título, a sigla para DeMilitarized Zone ("zona desmilitarizada" em inglês) refere-se à situação em que se encontra o cenário das história - a ilha de Manhattan, em Nova Iorque - após uma guerra civil eclodir nos Estados Unidos entre o governo do país e uma força secessionista conhecida como os "Estados Livres da América".
Concebida por Wood ainda em 2003, logo após o início da Guerra do Iraque, a série foi vista pela crítica, ao lado de Pride of Baghdad, como "a mais bem-sucedida história em quadrinhos a lidar com a Guerra no Iraque" e fez com que seu autor fosse indicado ao Eisner Award de 2008, na categoria "Melhor Escritor".
Em 2008, Wood chegou a declarar que "ficaria feliz em ver a série chegar a 60 edições" e, após escrever o roteiro da edição 35, afirmou ter planejado a série para durar cerca de 70 edições - o que realmente ocorrerá, com o encerramento da série anunciado para a 72ª edição.

## Premissa
| “ | Todo dia é 11/9! | ” |

A série é situada num futuro próximo, onde os Estados Unidos da América se veem numa segunda guerra civil. Uma organização conhecida como os Estados Livres insurgiu e, uma vez que grande parte da força militar do país encontrava-se envolvida com conflitos em outros países, rapidamente se propagou. O movimento teve início em Montana, e propagou-se em direção ao leste, até chegar à Nova Iorque. Sem conseguir prosseguir, a ilha é declarada uma zona desmilitarizada e ambos os lados se retiram, uma vez que encontram-se num impasse - o exército americano não conseguia retomar a ilha e os Estados Livres não conseguiam expulsar os esforços do exército.
A ilha foi bastante esvaziada, tendo restado apenas poucos mais de 400 000 habitantes - uma população composta basicamente de pessoas pobres que não foram evacuadas, snipers e militares perdidos. Wood chegou a descrever a Manhattan de DMZ como uma mistura de "partes iguais de Escape from New York, da Batalha de Faluja e de Nova Orleans devastada pelo Furacão Katrina".
É neste cenário que Matthew Roth, o protagonista, é enviado como estagiário junto de uma equipe de jornalistas para um noticiário. No entanto, quando desembarcam na ilha, são pegos numa batalha contra insurgentes. Tanto os membros da equipe quantos os militares que os estavam acompanhando são assassinados, com Matt se tornando o único jornalista no local. De porte de uma celular que lhe garante contato com a emissora, e surpreso com o fato do cotidiano da cidade ser bem diferente daquilo que o governo propagava, ele se torna o correspondente da mesma em Manhattan, dando informes sobre a verdadeira luta diária dos habitantes da ilha frente à caótica situação em que se encontram.
Quanto à situação no restante do país, Wood chegou a declarar que o objetivo da história contada em DMZ nunca foi relatar os conflitos passados ou como que a guerra civil havia chegado até aquele ponto, mas sim questionar como se lida com as consequências de um conflito que vem ocorrendo por anos e se encontra num impasse.

### Os "estados livres" e a guerra contra o terror
O grande mote da série é a segunda guerra civil americana. Tomando como base a "Guerra contra o Terror" defendida pelo Presidente dos Estados Unidos, George W. Bush, Wood imaginou um cenário no qual a política de "espalhar a liberdade" propagou-se mundo afora, com o exército se envolvendo numa série de conflitos. Tal envolvimento tomou tamanha proporção que, internamente, o país se enfraqueceu.
Ignorando os apelos de seus próprios habitantes, o governo insistiu numa mesma política externa por anos. Wood propõe que, por um período de "15, 20 anos" novos fronts foram abertos, instaurou-se um alistamente obrigatório, impostos foram aumentados, e serviços básicos começaram a ser prestados de forma precária por falta de investimentos. Com nenhum fim se aproximando, as pessoas começariam a reagir. Os "Estados Livres" foram bem-sucedidos em forçar o exército norte-americano do meio do país aos cantos dos Estados Unidos, mas detiveram-se em Nova Jérsei, às margens do Rio Hudson, com o exército norte-americano reunindo-se na área correspondente aos bairros de Queens e Brooklyn.

## Cenários
| “ | Uma atmosfera de decadência constantemente permeia a série. A cidade foi devastada pela guerra, e as pessoas estão exaustas de viver eternamente a ponto de morrer. | ” |

O conflito alterou grande parte da ilha da Manhattan, e, no decorrer da série são mostradas as consequências do conflito frente locais notórios da cidade.

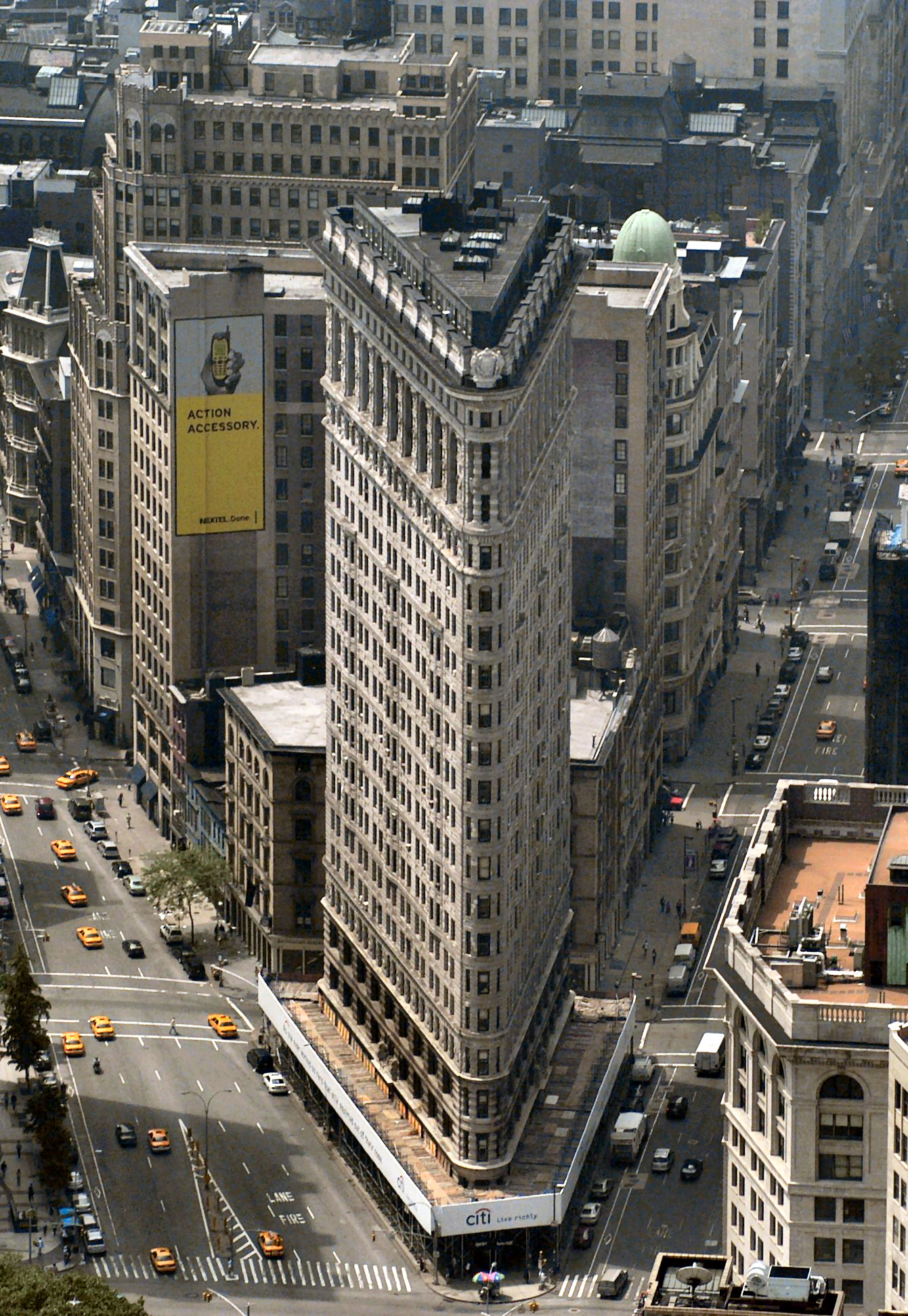
O Edifício Flatiron é exibido na série como um local guardado por atiradores de ambos os lados do conflito, para garantir que o mesmo, considerado um marco arquitetônico da cidade, mantenha-se ileso.

Central ParkCom a maioria de suas árvores cortadas para servirem de lenha, o parque se encontra praticamente deflorestado. Um grupo conhecido como The Ghosts é responsável por patrulhar a área. Supostamente uma unidade de soldados pertencentes a uma das forças especiais que atuaram na guerra civil, seus membros teriam desertado. O grupo passou a morar dentro do zoológico do parque, patrulhando a área constantemente e tentando proteger os animais e o pouco que sobrou.
ChinatownO asioamericanos foram largamente ignorados durante a evacuação da ilha, fazendo com que Chinatown permanecesse, ainda que à portas fechadas, um bairro largamente ocupado.
"Ground Zero"Na décima-segunda edição, Matty diz que o "Ground Zero" - termo usado pelos novaiorquinos para se referir ao espaço de 65 000 m² deixado pela destruição do World Trade Center - é um dos "lugares mais surreais da cidade". O próprio Brian Wood o descreveu como "um lugar em que ninguém adentra, como um local sagrado". Totalmente murada, a área é controlada pelo exército dos Estados Unidos.
Meat-Packing DistrictEsse setor da cidade é controlado pelo "Protetorado Coletivo dos Artistas Independentes" e é a partir dele que Matty começa a realizar suas reportagens, na segunda edição.
Stuyvesant TownUm bairro fechado e relativamente seguro, "Stuy Town", como é conhecida, é considerada uma das melhores áreas da cidade para se viver, sendo dotada inclusive de um fornecimento regular de energia elétrica, ainda que por apenas uma hora a cada dia Matty consegue um apartamento no bairro, graças a um dos "Fantasmas" do Central Park.

## Personagens
[Matt] não é um herói, não é um anti-herói, nem sequer algo ligado a um herói. Ele é um cronista, antes de qualquer coisa, e é um jovem que tropeça, que se atrapalha e é testemunha, instigador, peão, alvo e bode expiatório. Ele é os olhos e ouvidos do leitor, mas eu não tenho certeza de que nós estamos destinados à amá-lo, sabe?

Brian Wood, sobre Matt Roth
- Matthew Roth: Um ingênuo fotojornalista que conseguiu um estágio junto à equipe de Viktor Ferguson, um ganhador do Prêmio Pulitzer que está prestes a embarcar numa viagem à Manhattan. Lá, a equipe é atacada e somente Matt sobrevive. Ele acaba se tornando o único jornalista presente na ilha.[5][12][14]
- Zee Hernandez: Estudante de Medicina que ficou em Manhattan após a grande evacuação[26] e que, inicialmente, não confia em Matt, mas acaba se afeiçoando a ele[14][25]
- Wilson, uma figura notória no bairro de Chinatown, Wilson é um homem misterioso, com ligações em todas as partes do bairro, indicando ser um dos "chefões" da cidade.[14][25]
- Soames, líder dos Ghosts, o grupo militar que guarda o Central Park.[14]
- Kelly Connoly, uma correspondente da Independent World News, a emissora rival da Liberty News. Kelly e Matt se envolvem romanticamente durante os eventos de Body of a Journalist.[14]
- Parco Delgado é um afroamericano que ascende à posição de prefeito durante a realização de eleições, no arco Blood in the Game, publicado em 2008. Sua aclamação popular e a sensação de esperança inicialmente instalada após sua eleições fizeram com que fosse comparado com Barack Obama, que no mesmo ano foi eleito Presidente dos Estados Unidos. Entretanto, histórias posteriores retratariam Delgado como um dos antagonistas da história.[25][25][27]

## Histórias publicadas
72 edições foram publicadas entre 2005 e 2011, e todas já foram reunidas em volumes encadernados, seguindo a ordem de publicação de cada arco de história. Até a edição 22, a história era focada majoritariamente no protagonista Matthew Roth, retratando o primeiro ano dele como fotojornalista na cidade, assim como certos aspectos da zona desmilitarizada, através de quatro arcos e quatro histórias contidas.
O primeiro arco, On the Ground, trata da chega de Matthew à ilha e como ele conhece Zee Hernandes e passa de um garoto apático frente aos chocantes acontecimentos ao seu redor a um fotojornalista engajado em transmitir ao mundo a vida das pessoas vivendo em Manhattan. Em seguida, foram publicadas duas histórias contidas, Ghosts, que lida com o encontro de Matt com uma suposta "lenda urbana" da cidade: um grupo de ex-militares dedicados à proteger o Central Park; e Crosstown, que mostra Matt tendo sua jaqueta e sua credenciais de imprensa sendo roubadas. Em desespero, ele sai numa perseguição através de Manhattan e, ao mesmo tempo em que são mostrados mais detalhes da cidade, aborda-se o poder simbólico que Matt, como representante da imprensa, possui.
Body of a Journalist, um arco em cinco partes publicado entre os números 6 e 10, trata da descoberta da existência de outro sobrevivente da equipe jornalística atacado durante a chegada de Matt à Manhattan. Tal revelação desencadeia uma série de eventos que incluem uma nova tentativa de tomar Manhattan por parte dos exércitos norte-americanos e Matt se desvinculando do contrato que tinha com a Liberty News, emissora que o havia enviado originalmente à ilha. Durante este arco, Matt reencontra seu pai e se envolve romanticamente com uma outra jornalista, Kelly. A edição seguinte a este arco apresenta pela primeira um artista convidado: Kristian Donaldson, que já havia trabalhado anteriormente com Brian Wood em Supermarket. A trama, intitulada Zee, NYC, é focada na história de Zee Hernandez, desde antes de Manhattan ter se tornado uma zona desmilitarizada.  New York Times, publicada na 12ª edição, difere do restante da série por apresentar-se de forma semelhante a uma revista, com artigos sobre a DMZ e seus habitantes, incluindo dicas de livros e entrevistas. A edição foi totalmente escrita e desenhada por Brian Wood e estava prevista para ser a primeira de uma série de histórias anuais que viriam a ser publicadas, mas o volume de trabalho decorrente de escrever as séries pelas quais Wood era responsável fez com que esta se tornasse a única de seu gênero.
Public Works e Friendly Fire foram publicados nas edições seguintes. Enquanto Public Works lidou com a presença da Trustwell, uma empresa dedicada à reconstrução de porções da cidade, refletindo as controvérsias envolvendo a empresa real Halliburton na reconstrução do Iraque, Friendly Fire, especificamente, detalhou forneceu maiores detalhes acerca de eventos ocorridos antes do início da história, como a tragédia do Dia 204, em que 198 civis foram assassinados durante uma fracassada incursão do exército americano na cidade, no 204º dia do conflito.
Da edição 23 à 28, entretanto, Wood escreveu apenas histórias contidas, intituladas The Hidden War, cada uma das histórias é centrada num diferente personagem e foram em sua maioria desenhadas por Riccardo Burchielli:
23: Decade Later: Grafiteiro que planeja usar sua arte de guerrilha para realizar um "grande plano": uma performance comparável às realizadas pelos grafiteiros da cidade na década de 1970.
24: Amina: Uma garota que fez sua primeira participação na 13a edição, tendo desaparecido na edição 16 após Matt ter lhe salvo a vida. Amina acredita que Matt "arruinou sua vida" e se dedica à levar sua vida da forma mais miserável possível, em condições piores que os sem-teto da cidade.
25: Wilson: Descrito como "uma poderosa força dentro do submundo da zona desmilitarizada", Wilson lidera uma organização cujo alcance se estende por toda a zona de guerra. A edição foi desenhada por Danijel Zezelj.
26: Kelly: Um antigo caso de Matt. É uma repórter da Indenpendet Television News e apareceu pela primeira vez na edição 10, tendo ajudado (e se envolvido romanticamente com) Matt na desastrosa situação envolvendo Viktor Ferguson. Na edição, ela retorna à Manhattan e descobre que Matt e Zee se envolveram.
27: Random Fire: A edição, desenhada por Nathan Fox, retrata um atribulado na vida de um Disc Jockey que, para promover uma apresentação em seu clube, precisa "desviar de tiros, de ex-namoradas e de rivais da cena noturna".
28: Soames: Líder dos "Fantasmas", grupo de ex-militares que havia sido sido retratado pela primeira vez na edição 4.

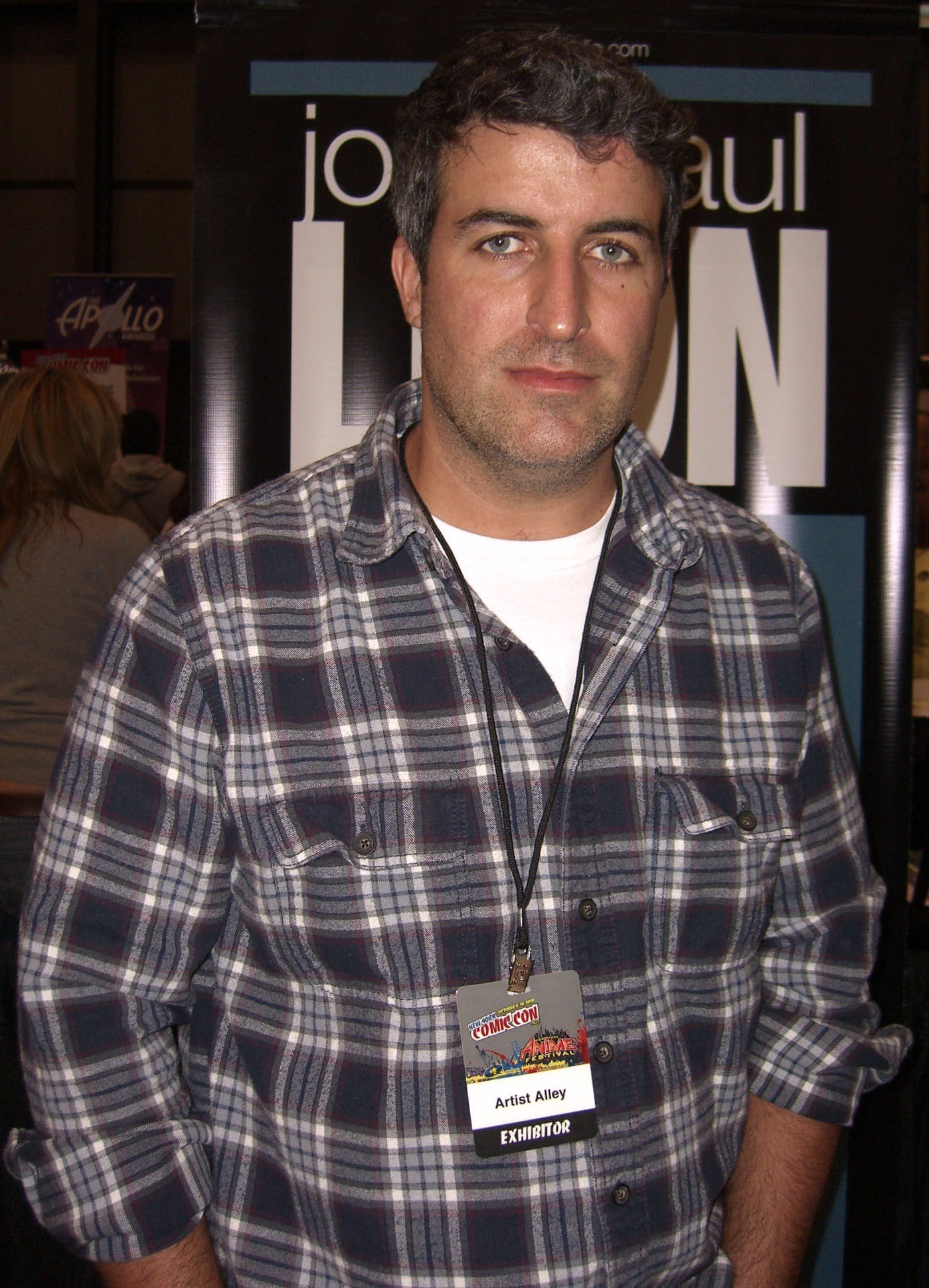
John Paul Leon passou a ser o capista da série na edição 35.
Foto: Luigi Novi/2010.

Com o fim de Hidden War, o "segundo ato" da série, segundo o autor, teria início: se, no decorrer dos quatro primeiros arcos, Matt ascendeu a uma posição de destaque na cidade, e a partir da edição 29 passaria a se envolver numa espiral de eventos que o levariam ao fundo do poço: esse eventos se iniciam no arco Blood in the Game, que se estendeu até a edição 34. Mostrando, na visão do autor, "mais uma tentativa de resolver a situação na ZDM", através da realização de eleições, a história foi publicada no mesmo período que as eleições presidenciais de 2008 nos Estados Unidos e girou em torno de Parco Delgado, um personagem que, à época, foi visto como uma versão do então candidato Barack Obama. A história foi sucedida por um arco em duas partes intitulado The Island, desenhado por Kristian Donaldson e retratando a visita de Matty a um grupo de soldados sitiado em Staten Island após a realização das eleições. O arco marcou ainda a estreia de John Paul Leon como capista da série. War Powers, o arco de história seguinte, foi publicado entre as edições 37 e 40, e tratou de uma lenda urbana da cidade: a presença de uma considerável quantidade de ouro, que supostamente estaria sendo estocado em Chinatown - e em poder de Wilson. Delgado se mostra interessado em tomar o ouro para si, para que possa financiar suas atividades, e Matty se vê no meio do conflito entre a "Nação Delgado" e os "Netos de Wilson". Na edição 41 foi publicada Zee, DMZ, uma segunda história fechada centrada na personagem Zee Hernandez, desenhada por Nikki Cook.
Entre as edições 42 e 44 foi publicado o arco No Future, e novamente a história deixou de ser focada em Roth. No decorrer dessas edições, Wood contou a trajetória de Tony, um ex-policial novaiorquino que, devastado pela morte de sua família, ingressa num grupo extremista em atuação na cidade e lhe é oferecida uma missão: atuar como homem-bomba. A história iniciada na edição 29 teria sua conclusão com a publicação do arco Hearts and Minds, a partir da edição 45. A história, que se estendeu até a edição 49, retratou a busca de Parco Delgado por uma ogiva nuclear. A edição 50 publicou uma série de histórias curtas retratando diferentes aspectos da cidade, incluindo a história do homem que guarda em seu acervo particular várias das obras de arte que se encontravam em museus antes de Manhattan se tornar uma zona desmilitarizada.
M.I.A., um arco de história em quatro partes cujo enredo era uma continuação direta dos eventos da 49ª edição, teve início na edição 51 e representa o início do terceiro e último "ato" da série, na visão de Wood A partir da 55ª edição começaram a ser publicadas uma segunda série de histórias curtas, intutladas Collective Punishment. Cada uma das histórias é centrada num diferente personagem, e retoma algumas das tramas anteriormente abordadas em The Hidden War, ao passo que mostra as reações de cada um destes personagens ao bombardeio que ocorre na cidade no curso das histórias:
55: Five Hours Under Fire: Com arte de Andrea Mutti.
56: Ghost Protector: Com arte de Nathan Fox, a edição é centrada em Wilson.
57: Amina, Mother of One: Com arte de Cliff Chiang, a edição retoma a história de Amina.
58: A Decade On The Wall: Com arte de Danijel Zezelj e focada no grafiteiro Decade Later e no seu retorno à cidade.
59: Matty's War: Com arte de David Lapham.

## Publicação

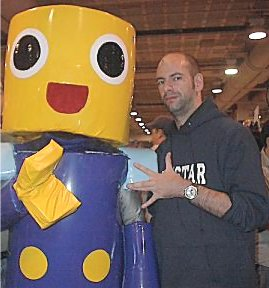
O autor Brian Wood durante uma convenção de quadrinhos em Boston.

DMZ foi lançado em 2005, como parte de uma maciça campanha promovida pela DC Comics, detentora do selo Vertigo, para revitalizar o mesmo, frente à iminente conclusão de muitas de suas séries de sucesso, como 100 Balas e Y - O Último Homem. Uma enorme variedade de títulos, como Loveless, de Brian Azzarello, Testament, de Douglas Rushkoff e American Virgin, de Steven T. Seagle, foi  lançada, visando a revitalização do selo.
Em abril de 2011, com a proximidade do lançamento da última edição, a DC Comics anunciou o lançamento do site "Live from the DMZ", dedicado à série, informando que publicaria novas detalhes dos bastidores da série, incluindo imagens até então inéditas e longas entrevistas abordando cada um dos volumes encadernados da série. Na mesma oportunidade, confirmou-se o encerramento da série em sua 72ª edição, assim como o fato de que seria reunida em doze volumes.

### Coletâneas
Até abril de 2011, a série já havia sido reunida em dez volumes encadernados - dentre doze previstos. O primeiro reúne as cinco primeiras edições, colecionando o primeiro arco de história, On the Ground, além de duas histórias isoladas. Todos os arcos foram publicados individualmente, na ordem de publicação, e colecionados em volumes únicos, sem nenhuma divisão de história tendo ocorrido: O arco "Body of a Journalist" foi integralmente publicado no segundo volume, "Public Works" no terceiro, "Friendly Fire" no quarto, "Blood in the Game" no sexto e "War Powers" no sétimo. As histórias contidas eventualmente publicadas entre os arcos também foram publicadas na ordem de publicação, com a história "Zee, NYC", por exemplo, sendo publicada no segundo volume, sucedendo ao arco "Body of Journalist" tal qual havia na publicação mensal.
| #  | Título                                    | ISBN              | Conteúdo   | Lançamento              |
| -- | ----------------------------------------- | ----------------- | ---------- | ----------------------- |
| 1  | DMZ Vol. 1: On the Ground                 | ISBN 1-4012-10627 | DMZ #1–5   | 7 de junho de 2006      |
| 2  | DMZ Vol. 2: Body of a Journalist          | ISBN 1-4012-12476 | DMZ #6-12  | 7 de fevereiro de 2007  |
| 3  | DMZ Vol. 3: Public Works                  | ISBN 1-4012-14762 | DMZ #13-17 | 5 de setembro de 2007   |
| 4  | DMZ Vol. 4: Friendly Fire                 | ISBN 1-4012-16625 | DMZ #18-22 | 12 de março de 2008     |
| 5  | DMZ Vol. 5: The Hidden War                | ISBN 1-4012-18334 | DMZ #23-28 | 2 de julho de 2008      |
| 6  | DMZ Vol. 6: Blood in the Game             | ISBN 1-4012-21300 | DMZ #29-34 | 11 de fevereiro de 2009 |
| 7  | DMZ Vol. 7: War Powers                    | ISBN 1-4012-2430X | DMZ #35-41 | 8 de setembro de 2009   |
| 8  | DMZ Vol. 8: Hearts and Minds              | ISBN 1-4012-27260 | DMZ #42-49 | 2 de junho de 2010      |
| 9  | DMZ Vol. 9: M.I.A.                        | ISBN 1-4012-29964 | DMZ #50-54 | 16 de fevereiro de 2011 |
| 10 | DMZ Vol. 10: Collective Punishment        | ISBN 1-4012-29964 | DMZ #55-59 | 4 de maio de 2011       |
| 11 | DMZ Vol. 11: Free States Rising           | ISBN 1-4012-33899 | DMZ #60-66 | 28 de março de 2012     |
| 12 | DMZ Vol. 12: The Five Nations Of New York | ISBN 1-4012-34798 | DMZ #67-72 | 6 de junho de 2012      |

### Publicação fora dos Estados Unidos
A série é publicada em forma de encadernados na França, pela Panini Comics do país, de forma equivalente às coletâneas originais. O primeiro volume foi lançado em fevereiro de 2007 e o segundo em janeiro do ano seguinte. A série seguiu sendo publicada nos moldes dos volumes originais americanos até o sétimo volume, Les Pouvoirs de la guerre, equivalente ao original War Powers. Enquanto o oitavo original, Hearts and Minds, reuniu as edição 42 à 49, o oitavo volume francês, Notes de l’autre monde, lançado em janeiro de 2011, reuniu apenas as edições 42 à 44 da série, incluindo ainda a 50ª edição da série, Notes from the Underground - que, nos Estado Unidos, foi incluída apenas no nono volume encadernado, M.I.A., lançado em fevereiro de 2011.
Sete volumes da série foram publicados na Alemanha, também pela divisão da Panini Comics no país, seguindo o modelo original e, da mesma forma que anteriormente havia ocorrido na França, o oitavo volume alemão, No Future, lançado em fevereiro de 2011, reuniu também apenas as edições 42, 43, 44 e 50 da série. Enquanto a versão francesa tomou seu título da história publicada na 50ª edição, o título da edição alemã é uma referência ao arco publicado nas edições 42 à 44.
Quando a editora Pixel Media assumiu a publicação do selo Vertigo no Brasil, anunciou logo no início que pretendia publicar DMZ. A partir da sexta edição da revista Pixel Magazine, publicou-se as primeiras três edições. Devido à boa receptividade por parte do público, a série tornou-se presença regular na revista.
Em 2009, os direitos de publicação do selo passaram para a editora Panini Comics, que anunciou que republicaria a série, a partir do início, em volumes encadernados, sob o título ZDM - Terra de Ninguém. Desde então, tem publicado regularmente os volumes da série. Todos fazem uso de encadernação em capa dura, diferentemente do adotado nos Estados Unidos, onde tal formato era inédito, e os três primeiros - Terra de Ninguém, Prisioneiro de Guerra e Obras Públicas  possuíam contendo equivalente aos volumes originais americanos. Os dois volumes seguintes, Fogo Amigo e Sangue em Jogo, são maiores, e compilaram o equivalente a dois volumes originais cada um. A série foi concluída com a publicação do sétimo volume, Punição Coletiva, em novembro de 2017, compilando as edições originais 55 à 72.

## Repercussão
O segundo volume da série foi citada pela revista Entertainment Weekly como um dos melhores lançamentos de fevereiro de 2007. Em 2009, quando a série começou a ser republicada no Brasil pela Panini Comics, o site Universo HQ publicou uma nova resenha das primeiras edições, com a crítica de Tiago Klein definindo a história das primeiras cinco edições como "ótima", demonstrando apreço à arte de Burchielli, e ainda que visse como ponto negativo o fato das primeiras histórias ainda não terem "engrenado a trajetória" do protagonista, o "panorama da guerra" até então demonstrado era "rico em variedade".